# Čestmír Strakatý
Čestmír Strakatý (* 22. července 1985, Tábor) je český novinář, dramaturg, moderátor, podcaster a svými slovy „rozhovorář“.
V roce 2021 získal 1. místo odborné poroty v anketě Podcast roku s pořadem Prostor X v kategorii Zpravodajství a v roce 2023 ocenění Influencer roku soutěže Czech Social Awards.

## Osobní život
Narodil se v Táboře, kde vystudoval Gymnázium Pierra de Coubertina a hrál závodně tenis. Studoval několik vysokých škol, ale žádnou nedokončil.
Se svou manželkou Hanou Strakatou Makovcovou, která je hudební marketérka a fotografka, se seznámili na techno party a sblížili se i díky společnému hudebnímu vkusu během covidové pandemie. Svatbu měli v červnu 2021. V září 2023 veřejně oznámili v televizním pořadu 7 pádů Honzy Dědka, že čekají prvního společného potomka (informaci tajili až do 7. měsíce těhotenství). Dcera Nora se jim narodila 29. listopadu 2023 (shodou okolností ve stejný den vyšlo oznámení jeho nového pořadu Crunch prostřednictvím příspěvku na Instagramu).
Mezi jeho nejoblíbenější kapely patří skotská hudební skupina Boards of Canada. Také je vášnivým hráčem počítačových her.

## Kariéra
Během svého studia práv krátce působil v advokátní kanceláři jako právní asistent, práce ho ale nenaplňovala. Místo toho začal pracovat v ČT24, v letech 2010 až 2014 například jako reportér, editor zpravodajství a dramaturg. Poté přestoupil do české webové zpravodajské televize DVTV, kde 2 roky působil jako dramaturg a editor. Podílel se například i na rozhovoru s Martinem Konvičkou. Tento rozhovor byl oceněn Novinářskou cenou. Mezi lety 2016 až 2018 vytvořil rozhovorový pořad Štrunc! internetového portálu Info.cz, zajišťoval jeho dramaturgii a editaci.
K vedení rozhovorů s hosty před kamerou se dostal poprvé v srpnu 2018, kdy začal produkovat nový pořad Prostor X českého časopisu Reflex. Aby se odlišil od jiných moderátorů, svou image postavil i na výrazných tetováních. Mezi jeho nejsledovanější díly patří rozhovor s českou herečkou Terezou Těžkou o natáčení dokumentu V síti, který má na YouTube přes 1 milion zhlédnutí. V Reflexu působil až do října 2023. Od prosince 2023 uvádí nový podcast Crunch zpravodajského portálu CzechCrunch.
Dne 6. října 2022 vydal první díl vlastního podcastu s názvem Čestmír. Rozhovory uveřejňuje ve zkráceném formátu zdarma na YouTube a v podcastových aplikacích, v plné délce pak předplatitelům a předplatitelkám na platformě Herohero.
Od srpna 2021 zároveň moderuje diskusní večerní pořad Press klub rádia Frekvence 1. V rámci Karlovarského filmového festivalu vedl rozhovory s hosty z filmového světa v pořadech KVIFF X (2021 až 2023) a Strakatý Vary (2024).

## Ocenění
Podcast roku
- 2021 – 1. místo odborné poroty v kategorii Zpravodajství (pořad Prostor X)[2]
- 2023 – nominace v kategorii Objev roku[21]
- 2024 – 4. místo v kategorii Talkshow (podcast Čestmír)[22]

Křišťálová lupa
- 2021 – 6. místo v kategorii Online video (pořad Prostor X)[23]
- 2022 – 6. místo v kategorii Online video (pořad Prostor X)[24]
- 2023[25]
  - 3. místo v kategorii Podcast roku (podcast Čestmír)
  - 5. místo v kategorii One (wo)man show
  - 3. – 5. místo odborné poroty v kategorii Osobnost roku

Czech Social Awards
- 2023 – Influencer roku[3]